# Йорг Ланц фон Лібенфельс
Йорг Ланц фон Лібенфельс (нім. Jörg Lanz von Liebenfels; справжнє ім'я Адольф Йозеф Ланц, 19 липня 1874, Відень — 22 квітня 1954, там же) — австрійський політичний і расовий теоретик й окультист, один із засновників аріософії. Колишній чернець, а також засновник журналу «Остара», в якому він публікував антисемітські та фелькіші теорії.
Створив вчення теозоологія, що є квазірелігійною доктриною, поєднаною з біологією і зоологією, спрямовану на вибудовування расової ієрархії.
Як учень Гвідо фон Ліста розвивав його теорії. Імовірно, зробив певний вплив на Адольфа Гітлера.

## Ранні роки
Народився 19 липня 1874 року у Відні, в Австро-Угорщині. Син шкільного наставника Йоганна Ланца та його дружини Катарини. Вони належали до середнього класу, а їхні предки були віденськими бюргерами початку XVIII століття.
1893 року Ланц став ченцем в цистерціанському ордені в монастирі Гайлігенкройц, прийнявши ім'я Георг. 1894 року оголосив себе «освіченим» після виявлення надгробної плити лицаря-храмовника та став розвивати свої теорії про «біляве арійство» і «нижчі раси». Він залишив монастир 1899 року. Хоча Ланц заявив, що зробив це через «зростальну нервозність», документи містять запис про «тілесне кохання» як причину. Деякі коментатори вважають, що мається на увазі зв'язок Ланца з жінкою, можливо, навіть з його сім'ї, розрив з якої міг згодом зробити внесок у його пізній антифемінізм.
1902 року змінив прізвище на Ланц-Лібенфельс. Заявляв, що того ж року здобув докторський ступінь, хоча про це немає жодних документів. Наразі встановлено, що він самовільно, шахрайським шляхом, нагородив себе докторським званням.
З 1910 року став називати себе Ланц фон Лібенфельс з метою приписати собі аристократичне походження, що мало значення в рамках його вчення, в якому німецька аристократія вважається нащадками древньої «арійської» урядущої касти. У Швабії та швейцарському кантоні Тургау існувало дворянське прізвище Лантц (або Ланц) фон Лібенфельс. Однак немає жодних даних про його спорідненість з цим прізвищем, ранні відомості про яке стосується 1790 року. Його приналежність до знатного роду вигадана ним самим.

## «Теозоологія»

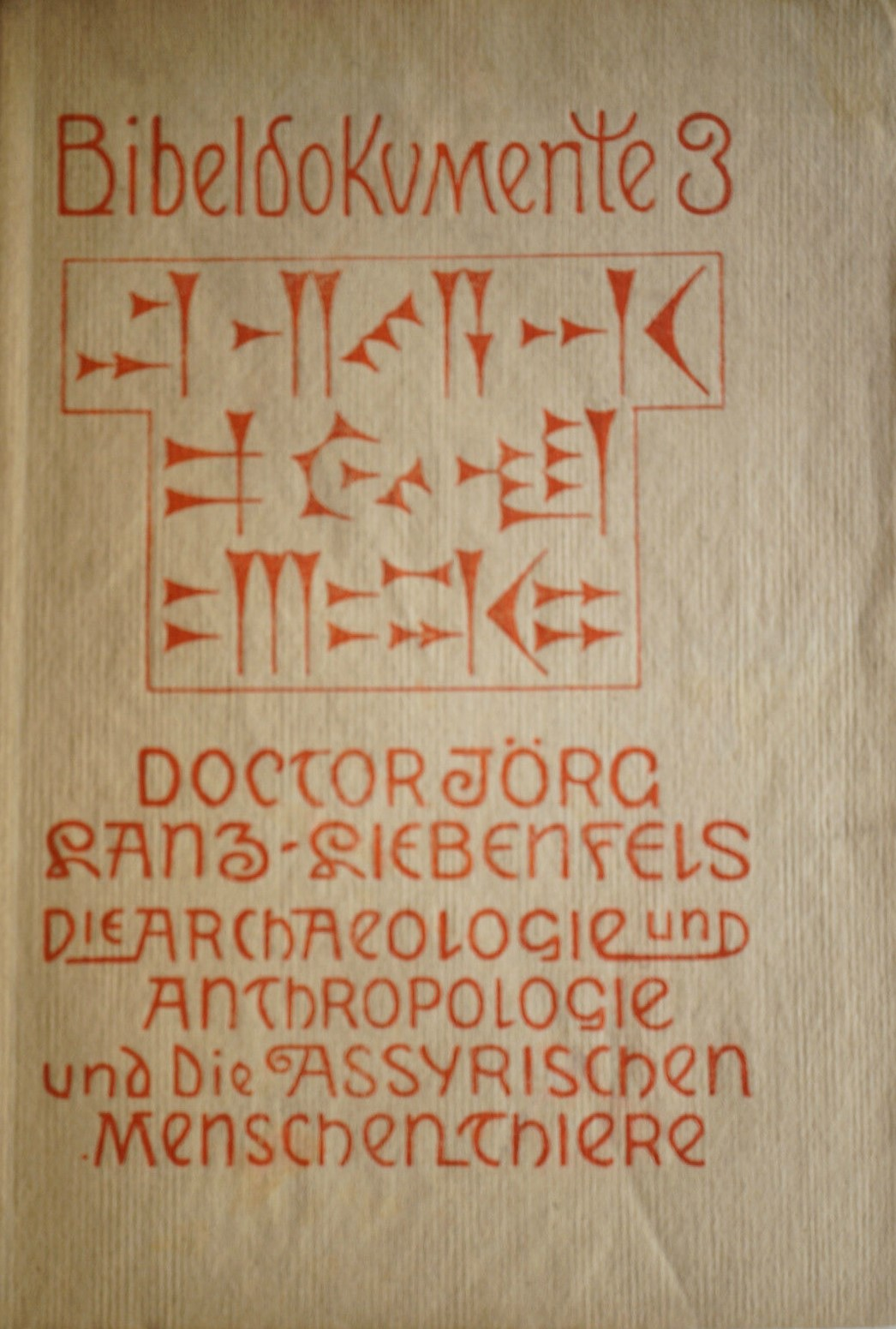
«Біблійні документи, випуск 3. Лікар Йорг Ланц-Лібенфельс. Археологія, антропологія й ассирійські звіролюди», близько 1904

1904 року вийшла друком книга «Теозоологія» (Theozoologie; «Теозоологія, або Гримаси Содому та Електрон Богів»), в якій розвивав своє неогностичне расове вчення, намагаючись надати йому біблійний фундамент. Відповідно до цього вчення, спочатку існувала божественна раса (Gottmenschen, Theozoa) «арійців», що жила на полярному острові Арктогеї. «Арійські» божественні створіння мали різні надприродні здібності, які Ланц пов'язував з мало зрозумілою йому електрикою. Коли цей острів поринув під воду, ці досконалі «електричні» істоти переселилися до інших регіонів.
Згідно з Ланцом, Єва, яку він описує як первісно божественну істоту, вступила у зв'язок з демоном і породила «нижчі раси» — «звіролюдей» (Anthropozoa) — «неарійців», тобто всі інші раси. Внаслідок, на думку Ланца, «арійських» жінок приваблюють переважно «неарійці», що веде до расового виродження, яке можна зупинити лише підпорядкуванням «арійських» жінок «арійським» чоловікам та «расовим поділом». «Звіролюди» (будь-які «неарійці»), за Ланцом, мають неповну схильність до будь-яких форм збочень і статевих зносин з будь-якими людьми і тваринами. Вони століттями прагнули і прагнуть втягнути «арійців» у статеві зв'язки, внаслідок чого «арійська раса» змішалася зі «звіролюдьми» та втратила свої божественні «електричні» здібності. Замість давніх, чітко відмінних божественних і демонічних видів, виникли кілька змішаних рас, серед яких «арійська раса» була найменш зачеплена чужою кров'ю.
Ланц використовував власний принцип перекладу Старого завіту, у якому слова «земля», «камінь», «дерево», «хліб», «золото», «вода», «вогонь» і «повітря» всі означали напівлюдини, а дієслова «називати», «бачити», «знати» і «приховувати» розумілися ним як «злягатися з» тощо. Ісус, на думку Ланца, прийшов для відродження сексуально-расистського гнозису з метою врятувати обраний народ — «арійську расу». Чудеса Ісуса та його Преображення розглядалися як підтвердження його «електричної» божественної природи. Страсті Христа інтерпретувалися як спроба насильства, спотворення природи, яку зробили «пігмеями», прихильники сатанічних бестіальних культів, які прагнуть расового змішання.
Нижчі класи німецького суспільства Ланц вважав найбільш змішаними з нижчими расами і звинуватив їх у занепаді німецької величі та підриві панування над світом; за логікою західного апокаліпсиса вони мали бути викорінені. Найчистішу кров зберегла німецька аристократія, до якої Ланц безпідставно зараховував і себе.
Расова сегрегація та поступове очищення крові від «звіролюдської», згідно з Ланцом, здатні відновити божественні здібності «арійців». Він закликав до кастрації та стерилізації хворих. «Звіролюдей», за Ланцом, слід частиною вислати в інші країни, частиною знищити, а інших поневолити і використовувати, наприклад, як в'ючних тварин.
Копію цієї книги Ланц відправив шведському письменнику і драматургу Августу Стріндбергу, від якого згодом отримав повну ентузіазму відповідь, що називає його «пророчим голосом».

## «Остара»
1905 року Ланц заснував журнал «Ostara, Briefbücherei der Blonden und Mannesrechtler», ставши його єдиним автором і редактором. Сам Ланц заявляв, що мав до ста тисяч передплатників, але заведено вважати, що ця цифра значно завищена. Серед інших читачів цього видання були також Адольф Гітлер і Дітріх Еккарт.
Ланц заявляв, що одного разу молодий Гітлер відвідував його, отримавши два номери журналу у свою колекцію.

## Аріософські товариства

Прапор Орден нових тамплієрів: «Золота земля як символ вічності, лілії як символ (расової) чистоти та червона свастика як символ висхідного аріогероїзму»

1905 року Ланц і близько п'ятдесяти інших прихильників Ліста підписали декларацію про створення Товариства Гвідо фон Ліста (Guido-von-List-Gesellschaft), яке офіційно було засновано 1908 року. 1907 року Ланц створив власну езотеричну організацію Орден нових тамплієрів (Ordo Novi Templi). Ланц опублікував програму цієї організації, в якій вона характеризувалася як арійське суспільство взаємодопомоги, покликання якого виховання расової самосвідомості через генеалогічні та геральдичні дослідження, змагання краси, а також створення расових утопій у малорозвинених частинах світу.
Для розвитку цієї справи Ланц купує руїни замку Верфенштайн в Австрії. Організація не зуміла залучити велику кількість членів: за оцінками, орден налічував близько трьохсот осіб, найвидатнішим з яких був поет Фріц фон Герцмановскі-Орландо. Заяви Ланца про те, що організацію створили ще до 1900 року і про його зустріч з Августом Стріндбергом у 1896 році, коли він переконав останнього приєднатися до ордена, визнали сфабрикованими.

## Вплив
Після сходження Адольфа Гітлера у двадцятих роках Ланц намагався зарекомендувати себе як одного з ідеологічних його попередників. У передмові до першого номера третьої серії «Остари», близько 1927 року, він, наприклад, писав: «Слід нагадати, що рухи фашизму та свастики (він явно посилається на нацистську партію) є лише побічними відгалуженнями ідей Остари» (Es sei daran erinnert, daß die 'Hakenkreuz-' und Faschistenbewegungen im Grunde genommen, nur Seitenentwicklungen der Ostara-Ideen sind").
Після анексії Австрії нацистською Німеччиною 1938 року Ланц сподівався на заступництво Гітлера, але того, можливо, бентежили його попередні зв'язки. Так заборонили видавати твори Ланца. Найбільш примітні копії «Остари» вилучили з обігу. Після війни Ланц звинуватив Гітлера у крадіжці, а й у збоченні своїх ідей, і навіть у приналежності до «нижчої расової породи». За іншою версією, Гітлера бентежив сам Лібенфельс. Серед дослідників немає згоди у тому, чи піддався Гітлер прямо, чи опосередковано значному впливу праць Лібенфельса, як і немає серйозних свідчень тому, що він взагалі цікавився окультним рухом, крім його расових аспектів. Але все ж таки зв'язок між цими двома фігурами щоразу підкреслювався критиками й окультистами за часів і після нацистської Німеччини.
Ідеї Ланца мають велику подібність із пізнішими гіммлерівськими материнськими організаціями СС Лебенсборн, а також нацистському знищенню євреїв та використанню рабської праці слов'янських народів на Сході. Ланц стверджував, що матері-виробники повинні жити в євгенічних монастирях й обслуговуватись чистокровними «арійськими» чоловіками. Ця ідея передбачила тезу Генріха Гіммлера про полігамію для членів СС, його створення будинків материнства СС.

## Публікації
У своїх публікаціях Ланц змішує фелькіше й антисемітські ідеї з аріанізмом, расизмом й езотеризмом.
- Katholizismus wider Jesuitismus («Catholicism versus Jesuitism»), Frankfurt, 1903
- Anthropozoon biblicum, in Vjschr. für Bibelkunde 1, 1903/1904
- Zur Theologie der gotischen Bibel («Regarding the Theology of the Gothic Bible») in Vjschr. für Bibelkunde 1, 1903/1904
- Theozoologie oder die Kunde von den Sodoms-Äfflingen und dem Götter-Elektron («Theozoology, or the Account of the Sodomite Apelings and the Divine Electron»), Vienna, (1905)
  - von Liebenfels, Lanz (1904). Theozoölogie oder die Kunde von den Sodoms-Äfflingen und dem Götter-Elektron (German)  — через The Internet Archive.
    - von Liebenfels, Lanz. Theozoology or the science of the Sodomite Apelings and the Divine Electron (English)  — через The Internet Archive.
- Das Breve «Dominus ac redemptor noster», Frankfurt, 1905
- Der Taxilschwindel. Ein welthistorischer Ulk, Frankfurt, 1905
- Ostara (magazine), 89 or 100 issues, Rodaun and Mödling, 1905–17 (38 issues were republished in Vienna between 1926 and 1931)
- Kraus und das Rassenproblem («Kraus and the Race Problem»), in Der Brenner 4, 1913/1914
- Weltende und Weltwende, («World's End and World's Turn»), Lorch, 1923
- Grundriss der ariosophischen Geheimlehre («Outline of the Ariosophic Secret Teachings»), Oestrich, 1925
- Der Weltkrieg als Rassenkampf der Dunklen gegen die Blonden («The World War as a Race Fight Between the Dark and the Blondes»), Vienna, 1927
- Bibliomystikon oder die Geheimbibel der Eingeweihten («Bibliomystikon, or the Secret Bible of the Initiated»), 10 volumes, Pforzheim and elsewhere, 1929—1934
- Praktisch-empirisches Handbuch der ariosophischen Astrologie («Practical-empirical Handbook of Ariosophic Astrology»), Düsseldorf, 1926–34
- Jakob Lorber. Das grösste ariosophische Medium der Neuzeit, Düsseldorf, 1926, 4 Bänden.
- von Liebenfels, Lanz (1926). Das Buch der Psalmen Teutch [The Book of the Teutonic Psalms] — через The Internet Archive.

## У культурі
- Австрійський психолог і письменник Вільфред Дейм присвятив Ланцу фон Лібенфельсу книгу «Людина, яка постачала Гітлеру ідеї. Про релігійну помилку сектанта і расової манії диктатора», в якій відстоює думка про вирішальний вплив Ланца фон Лібенфельса на Адольфа Гітлера[4].
- У романі Еріка-Емманюеля Шмітта «Інша доля» Гітлер читає статтю Ланца Фон Лібенфельса, з якої вперше дізнається про свастику.
- Створений Ланцем фон Лібенфельсом образ «мавп Содома» використаний гуртом «Betelgeuse» в альбомі 2010 року.